# Irena Jurkiewicz
Irena Jurkiewicz (zam. Piekutowska; ur. 1932 w Toruniu, zm. 2012 w Opalenicy) – polska śpiewaczka operowa, sopran. 
Jej ojciec był zawodowym muzykiem multiinstrumentalistą, brat – dyrygentem, mąż – śpiewakiem operowym. Dzieciństwo spędziła w Warszawie; w wyniku tułaczki po Powstaniu Warszawskim znalazła się z rodziną w Wiedniu. Trzyletniemu pobytowi w Austrii zawdzięcza doskonałą znajomość języka niemieckiego, bardzo przydatną w późniejszej pracy zawodowej. Po powrocie do kraju zamieszkała w Gdyni.

## Wykształcenie
Od dziecka muzykowała amatorsko, grała na fortepianie, śpiewała, była także uzdolniona plastycznie. W pierwszej połowie lat 50., jako uczennica Liceum Sztuk Plastycznych w Gdyni, zaczęła występować w widowiskach kabaretowych na estradach Trójmiasta. Pianistka Halina Czerny-Stefańska zachęciła ją do podjęcia systematycznej nauki śpiewu – najpierw w Państwowej Średniej Szkole Muzycznej w Gdańsku-Wrzeszczu (klasa Anny Borey), a następnie w Państwowej Szkole Muzycznej w Warszawie przy ul. Profesorskiej (klasa legendarnej śpiewaczki, Stanisławy Zawadzkiej. W 1961 roku zdała z wyróżnieniem egzamin dyplomowy, a jej starsza koleżanka, wtedy już sławna Stefania Woytowicz (również wychowanka dr Zawadzkiej), napisała w dedykacji: „Z życzeniami wytrwałej pracy i osiągnięcia wielu sukcesów artystycznych, dla których warto i trzeba wszystko poświęcić”. Irenie Jurkiewicz udało się jednak połączyć karierę śpiewaczki z życiem rodzinnym i macierzyństwem.

## Kariera artystyczna
Świetnie wyszkolony głos o jasnej, ciepłej barwie i wielkiej elastyczności predysponował ją do wykonywania repertuaru liryczno-koloraturowego. Po trzech sezonach (1962-65) występów w Operetce Warszawskiej, (role drugoplanowe), Jurkiewicz dołączyła do grona solistów nowo powstającego Teatru Wielkiego w Łodzi. Do jej najlepszych osiągnięć wokalno-aktorskich należą takie role jak: Hanna w Strasznym Dworze i Zofia w Halce Moniuszki, Konstancja w Uprowadzeniu z seraju i Fiordiligi w Così fan tutte Mozarta, Micaela w Carmen Bizeta oraz Rosalinda w Zemście nietoperza Straussa. Największy sukces odniosła jako Królowa Nocy w Czarodziejskim flecie Mozarta; występowała w tej roli na scenach polskich i w teatrach muzycznych Niemiec (NRD) w Magdeburgu i Halle, imponując perfekcją koloratury.     
Problemy zdrowotne sprawiły, że w 1979 roku, w pełni możliwości wokalnych, odeszła na sceniczną emeryturę. Zajęła się pedagogiką śpiewu, współpracowała z satyryczną Kapelą Zza Winkla, powróciła też do malarstwa. Mieszkała w Nowym Tomyślu; tam też została pochowana.